# Сталь Людмила Миколаївна
Людмила Миколаївна Сталь (Лея Фроймівна Заславська) (2 (14) березня 1872, Катеринослав — 23 квітня 1939, Москва) — діяч революційного руху в Україні й Росії та міжнародного жіночого руху. Член Комуністичної партії з 1897 року.

## Біографія
Лея народилася у сім'ї катеринославського єврейського заводчика Фройма Абрамовича Заславського, що володів чавуноливарним й механічним заводом на Ливарній вулиці Катеринослава. Старша сестра Леї Сара (Софія) Заславська за навчання у Харкові стала прихильницею марксизму й була вислана назад до Катеринослава за участь у студентських заворушеннях. Під її вплив потрапили, принаймні, її сестри Любов й Лея, що заснували учнівський гурток, з диспутами, нелегальною літературою. Лея у революційному русі з 1890 року.
Вела партійну роботу в Катеринославі, Одесі, Курську, Петербурзі, Москві, була членом місцевих комітетів РСДРП. Неодноразово арештовувалась та висилалася.
Уперше вона була заарештована 1901 року за те, що привезла з Франції "Іскру" й заслана до Верхоленську, звідки втекла. Вона повторно заарештовувалася й висилалася на заслання у 1903, 1905 й 1906 роках.
У 1907—1917 роках Лея на еміграції, де працювала у більшовицькій секції у Парижі, у французькій соціалістичній партії. У 1912—1914 роках співпрацювала в газеті «Правда», була членом редколегії журналу «Робітниця». Після Лютневої революції 1917 р. — агітатор Петербурзького комітету РСДРП(б). Брала участь у роботі 7-ї (Квітневою) Всеросійської конференції РСДРП(б); з серпня — в Кронштадті, член Президії комітету РСДРП(б) і Виконкому Ради. У 1918—1920 роках — на політосвітроботі у Червоній Армії, член Уфімського, Вятського губкомів РКП(б).
З 1920 року — завідувач відділу робітниць Кавказького бюро РКП(б), член Міжнародного жіночого секретаріату Виконкому Комінтерну (1921—1923), співробітник відділу робітниць ЦК РКП(б), завідувачка відділу масової літератури для робітниць і селянок у Держвидаву; одночасно з 1924 року — редактор журналу «Комуністка». З 1928 року — на науковій роботі в Музеї Революції СРСР. Делегат VIII і XVI з'їздів РКП/ВКП(б).
Померла 23 квітня 1939 року, похована в Москві на Новодівочому кладовищі. Колумбарій, 2-га секція (стара територія кладовища).

## Нагороди
- Орден Леніна

## Твори
- Дві комуни. — Вятка, 1919.
- Що дав працівниці і селянці 1905 рік. — М.—Л., 1926.
- Рік за ґратами. — М.—Л., 1926.
- Чого навчав В. І. Ленін робітниць і селянок (1926).
- Друк і жіночий комуністичний рух (1927).
- Робітниці і селянки про Леніна (1928).
- Н. К. Крупська: Нарис життя і діяльності. — М., 1928.
- Марія Єршова // Єршова М. Наші дні. — М.—Л., 1928. — С. 3—4.
- Працювати по-новому, по-революційному (1929).
- Комсомол на іспиті колективізації (1929) — у співавторстві.
- Перед великим п'ятим роком (1930).
- Виконаємо заповіти Леніна на культурному фронті (1930).
- Працівниця і селянка в культпоході (1931).
- Підсумки та перспективи роботи ОДН (1931).
- В Сибір і назад // Шлях до Жовтня: Збірник спогадів, статей і документів. Вип. 5. — М.—Л., 1926. — С. 231—246.
- Робота паризької секції більшовиків серед французьких робітниць у 1914—1916 рр. // Боротьба класів. — 1934. — № 9. — С. 17—24.
- Вождь Жовтня // Спогади про В. І. Леніна. В 5 т. — Т. 3. — М., 1969. — С. 112—114.